# Línea 13 del Metro de Shanghái
La línea 13 es una línea sureste-noroeste de la red del Metro de Shanghái a través de la ciudad, desde Jiading hasta Pudong.

## Estaciones[1]
| Nombre de la estación Castellano      | Nombre de la estación Hanzi | Transbordo                         | Localización |
|                                       |                             |                                    |              |
| Calle Jinyun                          | 金运路                      |                                    | Jiading      |
| Calle Jinshajiang Oeste               | 金沙江西路                  |                                    | Jiading      |
| Fengzhuang                            | 丰庄                        |                                    | Jiading      |
| Calle Qilianshan Sur                  | 祁连山南路                  |                                    | Putuo        |
| Calle Zhenbei                         | 真北路                      |                                    | Putuo        |
| Calle Daduhe                          | 大渡河路                    |                                    | Putuo        |
| Calle Jinshajiang                     | 金沙江路                    |                                    | Putuo        |
| Calle Longde                          | 隆德路                      |                                    | Putuo        |
| Calle Wuning                          | 武宁路                      |                                    | Putuo        |
| Calle Changshou                       | 长寿路                      |                                    | Putuo        |
| Calle Jiangning                       | 江宁路                      |                                    | Putuo        |
| Calle Hanzhong                        | 汉中路                      |                                    | Jing'an      |
| Museo de Historia Natural de Shanghái | 自然博物馆                  |                                    | Jing'an      |
| Calle Nanjing Oeste                   | 南京西路                    | * * = transbordo fuera del sistema | Jing'an      |
| Calle Huaihai Medio                   | 淮海中路                    |                                    | Huangpu      |
| Xintiandi                             | 新天地                      |                                    | Huangpu      |
| Calle Madang                          | 马当路                      |                                    | Huangpu      |
| Museo de la Exposición Mundial        | 世博会博物馆                |                                    | Huangpu      |
| Avenida Shibo                         | 世博大道                    |                                    | Pudong       |
| Calle Changqing                       | 长清路                      | * * = transbordo fuera del sistema | Pudong       |
| Calle Chengshan                       | 成山路                      |                                    | Pudong       |
| Calle Dongming                        | 东明路                      |                                    | Pudong       |
| Calle Huapeng                         | 华鹏路                      |                                    | Pudong       |
| Calle Xianan                          | 下南路                      |                                    | Pudong       |
| Beicai                                | 北蔡                        |                                    | Pudong       |
| Calle Chenchun                        | 陈春路                      |                                    | Pudong       |
| Calle Lianxi                          | 莲溪路                      |                                    | Pudong       |
| Calle Huaxia Medio                    | 华夏中路                    |                                    | Pudong       |
| Calle Zhongke                         | 中科路                      |                                    | Pudong       |
| Calle Xuelin                          | 学林路                      |                                    | Pudong       |
| Calle Zhangjiang                      | 张江路                      |                                    | Pudong       |